# Região Metropolitana de Belém

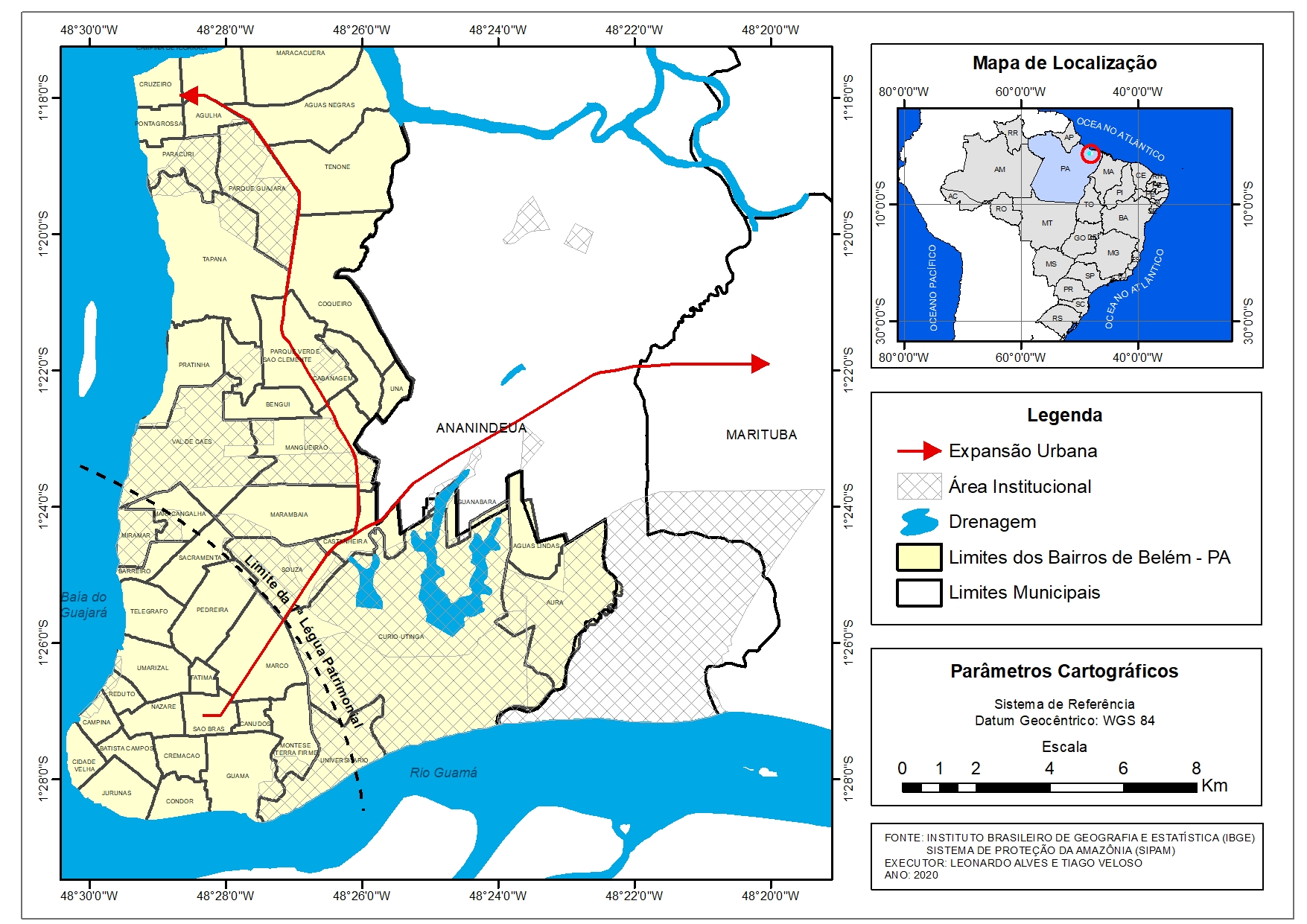
Belém: sentido da expansão urbana e metropolitana

Região Metropolitana de Belém (RMB), também conhecida como Grande Belém, reúne oito municípios do estado do Pará em relativo processo de conurbação (integrados socioeconomicamente). Refere-se à extensão da capital paraense, formando com seus municípios lindeiros (ou próximos) uma mancha urbana contínua.
Foi instituída por Lei Complementar Federal em 1973, e alterada em 1995, 2010, 2011 e 2023. Sua população é de 2.370.174 habitantes, segundo dados do Censo 2022 do IBGE, sendo a segunda região metropolitana mais populosa da Região Norte do Brasil
A RMB é formada pelos municípios de Ananindeua, Barcarena, Belém, Benevides, Castanhal, Marituba, Santa Bárbara do Pará e Santa Izabel do Pará. Em 2013, adentrou a listas das 16 regiões brasileiras com alto Índice de Desenvolvimento Humano Municipal (IDHM), baseado nos Censos Demográficos entre 2000 e 2010, do IBGE. Em 2021, o Índice de Desenvolvimento Humano (IDH) da Grande Belém era considerado alto pelo Programa das Nações Unidas para o Desenvolvimento (PNUD), cujo valor de 0,745, é o maior dentre todas as regiões metropolitanas da região Norte. 
Em 2020, a RMB concentrava aproximadamente 25% da riqueza do estado e 29% da população de todo o estado do Pará, em pouco mais de 2% de território. Este peso demográfico e econômico no estado do Pará pôde ser sentido durante o plebiscito sobre a divisão do estado. Embora seja um peso importante na composição econômica e demográfica do estado, está distante de perfis de concentração como os visualizados na Região Metropolitana de Manaus (RMM),  região metropolitana mais populosa do Norte do Brasil.

## História
1973 - O Governo Federal, por meio da Lei Complementar nº 14 de 1973, instituiu a Região Metropolitana de Belém, em conjunto com outras sete RM's no território nacional (Belo Horizonte, Curitiba, Fortaleza, Porto Alegre, Recife, Salvador, São Paulo). As regiões metropolitanas instituídas tinham a finalidade de realizar o serviços considerados de interesse metropolitano: planejamento integrado do desenvolvimento econômico e social, saneamento básico (água, esgoto, limpeza pública), uso do solo, transportes e sistema viário, gás canalizado, aproveitamento de recursos hídricos e controle da poluição ambiental. A Região Metropolitana de Belém foi a única RM da região Norte do País e foi formada originalmente por dois municípios: Belém e Ananindeua.
1989 -  Com a promulgação da Constituição Federal de 1988, a responsabilidade de instituir regiões metropolitanas passa a ser dos estados federados. No caso do estado do Pará, por meio da Constituição Estadual de 1989, abre-se a possibilidade de se instituir regiões metropolitanas no estado, com o artigo 50 da Constituição Estadual, que trata da organização regional do Estado.  
1995 - O Governo do Estado do Pará institui uma nova configuração para a Região Metropolitana de Belém, por meio da Lei Complementar 27, de 1995, dessa vez com cinco municípios. Passam a compor a RMB, além de Belém e Ananindeua, os municípios de Benevides, Marituba e Santa Bárbara do Pará.
2009 - O município de Santa Izabel do Pará passa a fazer parte da Região Metropolitana de Belém, após a aprovação na Assembleia Legislativa Estadual, por meio da Lei Complementar 72, de 2009.
2011 - O município de Castanhal passa a fazer parte da Região Metropolitana de Belém, por meio da Lei Complementar 76, de 2011.
2023 - O município de Barcarena passa a integrar a Região Metropolitana de Belém depois da aprovação unânime da Lei Complementar N° 164, de 5 de abril de 2023, por parte da Assembleia Legislativa do Pará e, posteriormente, da sanção do governador Helder Barbalho.

## Características dos municípios
Belém como município-sede, apresenta uma grande concentração de indústrias, bancos, pontos comerciais, serviços e órgãos públicos que servem à toda região. Com aproximadamente 1,4 milhão de habitantes, a capital paraense é a segunda mais populosa da Amazônia e uma das mais importantes do país. Sua economia urbana é baseada em serviços e administração pública, além de uma pequena participação do setor de indústria de transformação e construção civil. A agricultura e o extrativismo são apenas residuais.
Ananindeua, o segundo mais populoso município da RMB, apresentou um grande crescimento nos últimos trinta anos, tornando-se, hoje, o terceiro mais populoso município da Amazônia brasileira e o 46º do Brasil. Segundo dados do Censo do IBGE em 2022, o município contava com 478.778 habitantes. O crescimento do município é expressão da expansão da área urbana de Belém para além dos limites municipais e consolidou-se, por um lado com a construção de grandes áreas de habitação planejada pelo Estado, como por exemplo o conjunto habitacional Cidade Nova, a partir de um projeto federal de habitacional na década de 1970, que desponta como uma boa alternativa na metrópole paraense. Por outro lado, o crescimento também se deu com a expansão de significativas áreas de ocupação habitacional "espontânea".
Marituba é outro município da RMB que apresenta crescimento acelerado, ultrapassou a marca de cem mil habitantes, e destaca-se pelas suas boas redes de serviços rodoviários e centros de distribuição. Em 2022, o IBGE contabilizou a população da cidade em 111.785 habitantes (crescimento de 3,2% em relação a 2010), sendo o décimo terceiro município do Pará em população.
Benevides, com mais de 60 mil habitantes, desponta como excelente alternativa para indústrias e centros logísticos na BR-316, estando em construção o maior terminal de cargas rodoviárias da Amazônia. Merece destaque também o distrito de Benfica, famoso pelos seus sítios, igarapés e pela produção de flores.
Santa Bárbara do Pará, com pouco mais de 20 mil habitantes, é um grande produtor de hortaliças e outros produtos agrícolas que abastecem a RMB. Localiza-se na PA-391, a meio caminho do distrito de Mosqueiro.
Santa Izabel do Pará, localizada 36 quilômetros de Belém, integrou-se a região metropolitana em 2010. Apresenta relativo fluxo de pessoas e mercadorias com os outros municípios da Grande Belém. Destaca-se pelas indústrias e centros de distribuição às margens da BR-316.
Castanhal, com mais de 200 mil habitantes, é o terceiro município mais populoso da RMB, localiza-se a 68 quilômetros de Belém, está entre as cinco principais cidades do Estado e figura como uma espécie de metrópole da região Nordeste do Pará. Foi incorporado a RMB em 2011, via LCE 076/2011. É uma cidade em crescimento, sediando um polo industrial razoável às margens da rodovia BR-316, principalmente para os ramos de alimentos e de pré-moldados.
Barcarena é o quarto município mais populoso da RMB. Antes de ser emancipado, ele era um distrito do município de Belém. Na época da Cabanagem, foi um dos principais palcos dos conflitos. Sendo, também, a terra de origem do Cônego Batista Campos. Atualmente, a cidade é um importante polo industrial, onde é feita a industrialização, beneficiamento e exportação de caulim, alumina, alumínio e cabos para transmissão de energia elétrica. A economia tem base tradicional na agricultura, mas também avança com o turismo e com as indústrias instaladas na cidade, gerando crescimento econômico para o município e para o estado do Pará. É em Barcarena que está localizado o maior porto do estado do Pará: o Porto de Vila do Conde, onde a Santos Brasil administra o terminal de contêineres "Tecon" Vila do Conde. Foi anexada à Região Metropolitana de Belém pela Lei Complementar N° 164, de 5 de abril de 2023.

## Índice de Desenvolvimento Humano Municipal – IDHM
O Índice de Desenvolvimento Humano Municipal (IDHM) da RMB é 0,729, em 2013, baseado nos Censos Demográficos entre 2000 e 2010, do IBGE – Nesse período, o índice da RMB passou de 0,621 para 0,729, superando o atual IDHM nacional: 0,727 (avanço relativo de 17,4%, o terceiro mais expressivo dentre as regiões metropolitanas) atrás, apenas das evoluções da RM de Fortaleza e de São Luís – O município está situado na faixa de Desenvolvimento Humano Alto (IDHM acima de 0,700). Entre 2000 e 2010, a dimensão que mais cresceu em termos absolutos foi Educação (com crescimento de 0,230), seguida por Longevidade e por Renda. Entre 1991 e 2000, a dimensão que mais cresceu em termos absolutos foi Educação (com crescimento de 0,167), seguida por Renda e por Longevidade.

## Habitação na Região Metropolitana de Belém
Apesar dessa elevação nos índices de desenvolvimento na última década, a Região Metropolitana de Belém apresenta um conjunto de deficiências estruturais de natureza socioeconômica e socioambiental em áreas como habitação e saneamento básico (acesso a água tratada e tratamento de esgoto).
Essas deficiências se apresentam de forma bastante desigual entre as áreas centrais da metrópole e sua área de expansão e periféricas. Quanto ao abastecimento de água por rede geral, por exemplo, enquanto em Belém 65,9% dos domicílios contam com essa condição, o município de Ananindeua, apresenta apenas 34,2%. Em Benevides essa proporção é um pouco maior, de 47,4% e em Marituba apenas 15,4% dos domicílios. Em termos de escoamento sanitário, ou seja, domicílios com esgotamento ligado à rede geral ou à fossa séptica, Belém apresenta 76,1% do numero de domicílios, enquanto Ananindeua 79,9%. Esses percentuais caem um pouco nos municípios mais afastados, como Benevides 60% e Santa Bárbara do Pará, 68%, em virtude da maior área rural dos mesmo. Embora seja notável uma evolução nesses índices, ela segue a tendência geral brasileira de ser bastante lenta em relação as demandas da população. 
O componente habitacional é também um forte elemento de desigualdade na Região Metropolitana de Belém, pois segundo as estimativas levantadas pela Companhia de Habitação do Estado do Pará (Cohab/PA), até o final da década de 1990, o déficit total era de 1.430.000 unidades (890.000, déficit quantitativo, e 540.000, déficit qualitativo); sendo os maiores nos município de Belém (170.000 unidades , sendo 115.000, déficit quantitativo e 55.000, déficit qualitativo) e Ananindeua (31.000 unidades, com 20.000 de déficit quantitativo, e 11.000, déficit qualitativo). Não a toa nesses municípios foram efetivados os maiores programas de habitação e também estão localizadas grandes áreas de assentamentos sub-normais.
Em 2010, a RM de Belém possuía a maior proporção de domicílios em setores de aglomerados subnormais (favelas) em todo o Brasil: 52,5% das residências estavam em áreas consideradas precárias.

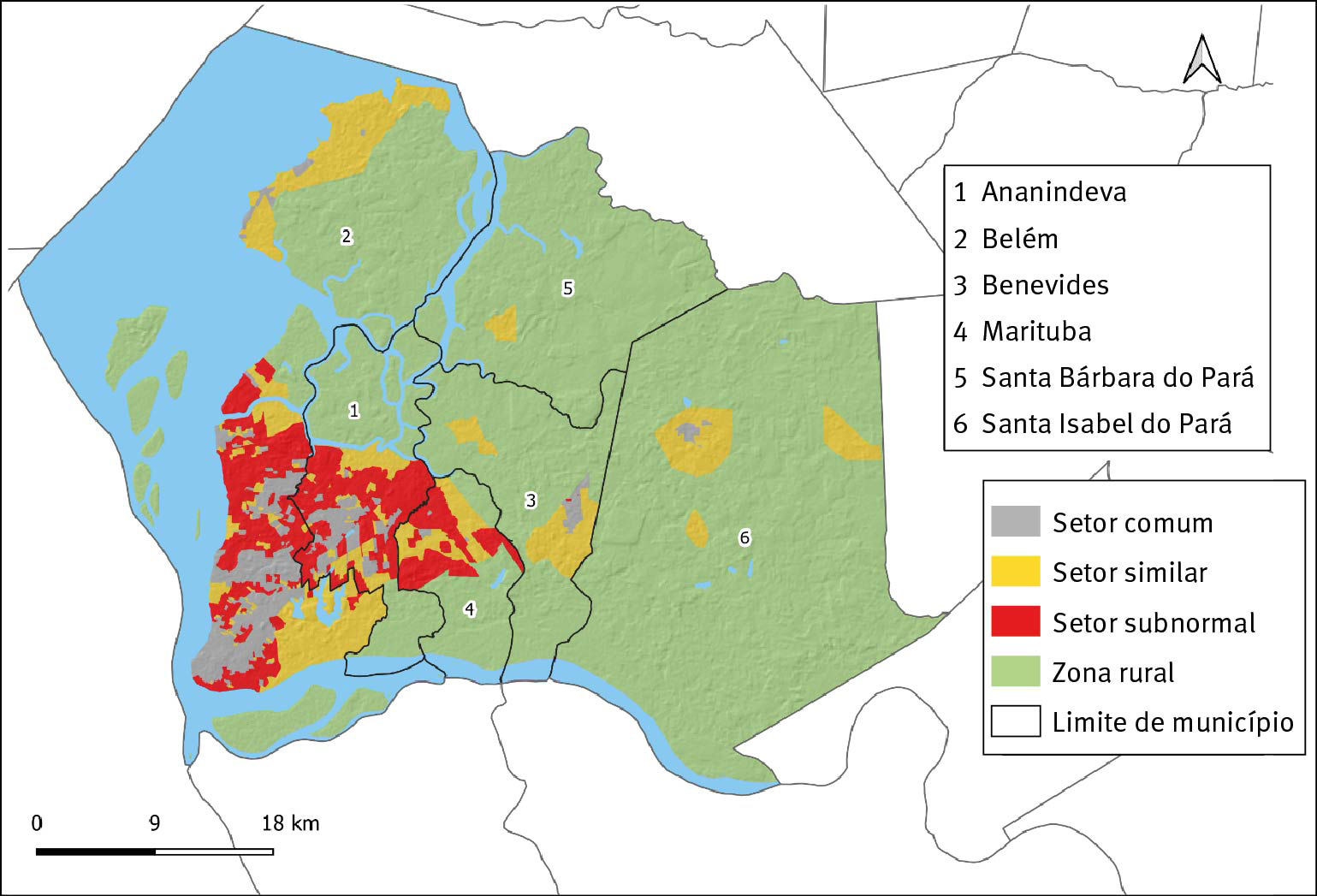
Setores censitários de aglomerados subnormais (em vermelho) na Região Metropolitana de Belém, em 2010.

## Estatísticas
| Município             | Legislação   | Área (km²)    | População (Est. 2024) | Densidade (2022) | IDH-M (2010) | PIB (2021) | PIB per capita (2021) |
| --------------------- | ------------ | ------------- | --------------------- | ---------------- | ------------ | ---------- | --------------------- |
| Ananindeua            | LCF 14/1973  | 190,451       | 507.838               | 2.513,91         | 0,718        | 8.939.829  | 16.542,68             |
| Barcarena             | LCE 164/2023 | 1.310,338     | 137.331               | 96,65            | 0,662        | 9.243.936  | 71.473,92             |
| Belém                 | LCF 14/1973  | 1.059,458     | 1.398.521             | 1.421,87         | 0,746        | 33.467.126 | 22.216,33             |
| Benevides             | LCE 027/1995 | 187,868       | 68.191                | 344,81           | 0,665        | 1.986.728  | 30.668,86             |
| Castanhal             | LCE 076/2011 | 1.029,300     | 207.603               | 199,81           | 0,673        | 4.709.312  | 22.897,75             |
| Marituba              | LCE 027/1995 | 103,343       | 118.998               | 1.314,18         | 0,676        | 2.578.541  | 18.986,11             |
| Santa Bárbara do Pará | LCE 027/1995 | 278,151       | 22.288                | 78,41            | 0,627        | 240.524    | 11.027,66             |
| Santa Izabel do Pará  | LCE 072/2010 | 717,615       | 78.317                | 101,52           | 0,659        | 935.129    | 12.835,31             |
| Total                 | Total        | 4.876,121 km² | 2.539.097             | 485,89 hab./km²  | 0,745        | 62.101.125 | 26.201,08             |

## Economia Metropolitana

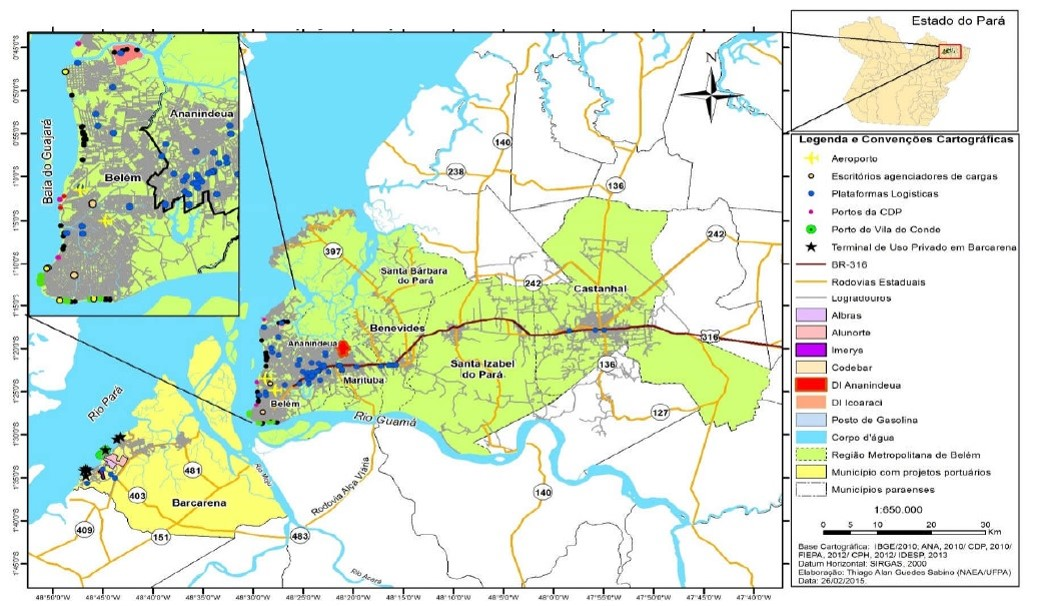
Infraestrutura logística na RMB

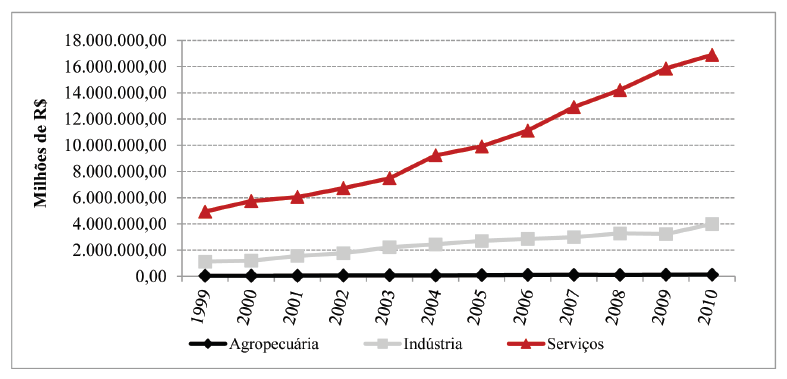
PIB setorial da RMB

Há predomínio bastante visível do setor terciário na economia da Região Metropolitana de Belém, que de maneira geral é reflexo de um fenômeno que vem se consolidando pelo menos desde a metade da década de 1970, quando teve início uma redução sistemática na participação da indústria no Produto Interno Bruto da RMB, como reflexo da integração da Região Norte à economia brasileira. Em período mais recente, particularmente nos anos 1990, esse fenômeno também reflete o processo de abertura financeira e comercial do país e de mudança de rumo das políticas de incentivo fiscal para a industrialização regional. Esse predomínio do terciário superior pode ser observado na composição geral das atividades econômicas, com a presença significativa de empresas privadas de porte regional e mesmo nacional, como nos casos dos Grupos Líder e Y. Yamada, no setor de supermercados e lojas de departamento, atuando no varejo e no atacado. Além dos empreendimentos privados do terciário, a economia metropolitana é fortemente dependente dos gastos do Estado, tanto a partir de políticas sociais de expansão da infraestrutura logística, social e urbana, quanto por meio de políticas redistributivas. No período mais recente, considerando os dados entre 2006 a 2014, houve uma dinâmica de expansão econômica seguida de uma forte desaceleração para o período de 2014 a 2016. No caso da RMB, o crescimento do PIB no primeiro período (2,70% a.a.) foi acompanhado de uma retração no período seguinte (-3,63%), fortemente influenciada pela Indústria, que retraiu fortemente entre 2014 e 2016 na RMB (-10,71% a.a). O período de expansão se consolidou uma infraestrutura logística importante para que a RMB se viabilizasse como um polo de circulação de bens e mercadorias na Região Norte. 

## Infraestrutura

### Vias Terrestres

#### Rodovias Federais

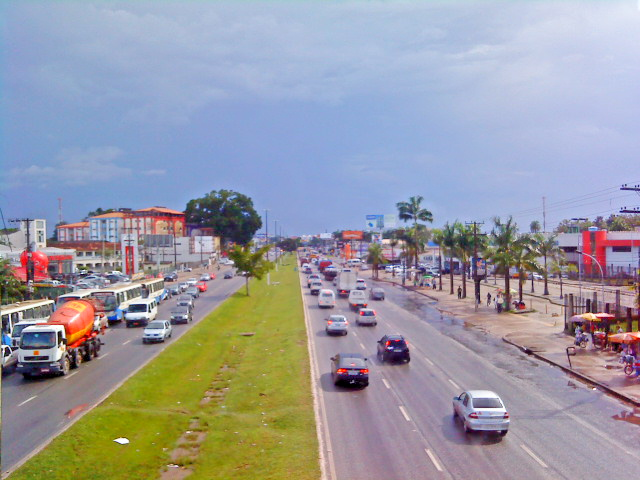
BR-316 é a principal via de acesso e saída da Região Metropolitana de Belém

BR-316 - Belém > Ananindeua > Marituba > Benevides > Santa Izabel do Pará > Castanhal

#### Rodovias Estaduais[29]

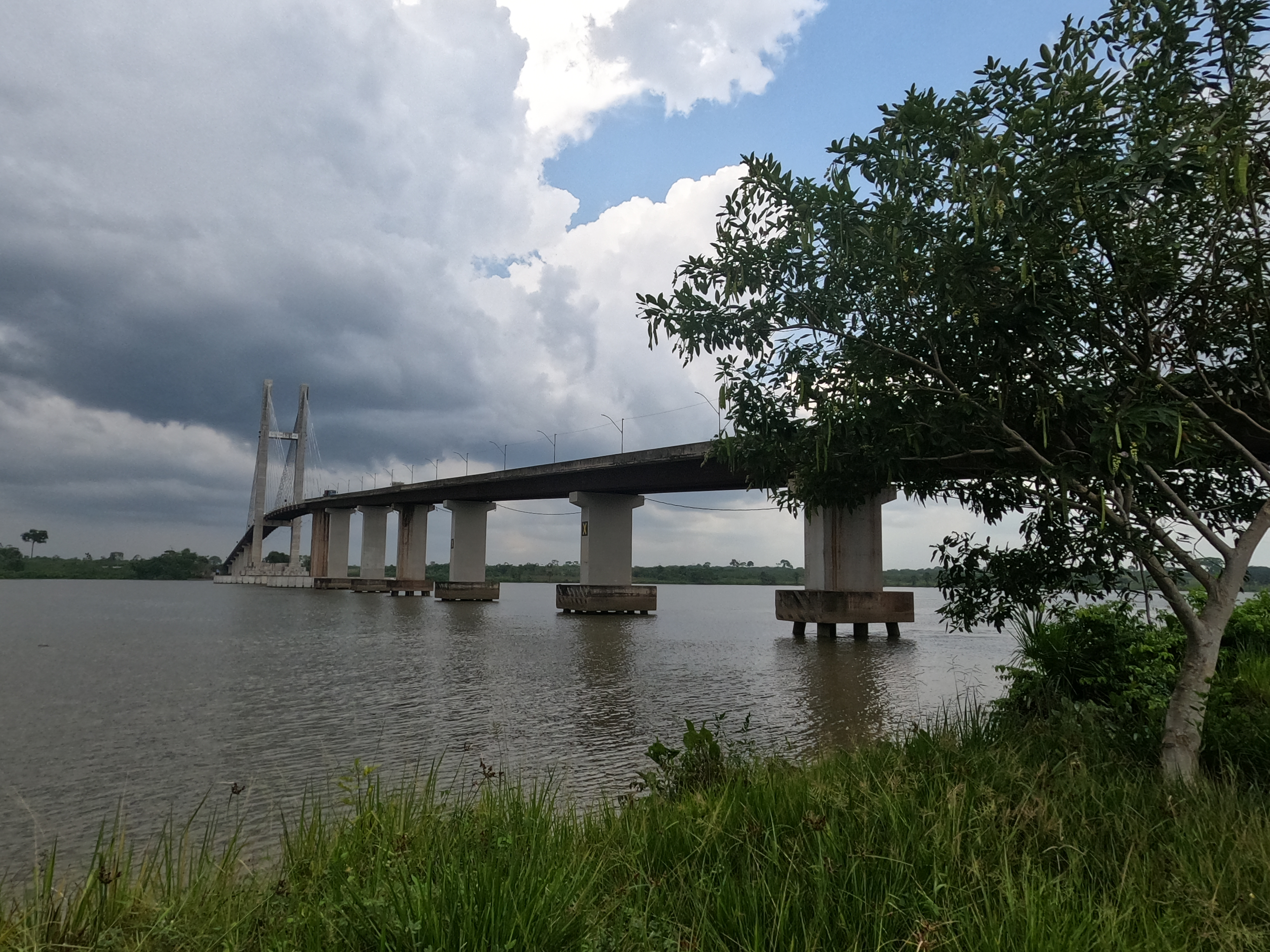
A Alça Viária do Pará foi inaugurada em 2002 durante o Governo Almir Gabriel, e representa um marco da mobilidade rodoviária da Região Metropolitana.

PA-020 (Avenida Liberdade) - Belém > Ananindeua > Marituba
PA-483 (Alça Viária do Pará) - Marituba > Acará > Barcarena
PA-481 -  Barcarena > Abaetetuba
PA-151 - Barcarena > Igarapé-Miri
PA-391 - Benevides > Santa Barbará do Pará > Ilha do Mosqueiro (Belém)
PA-408 - Genipauba > Pau D'Arco (Santa Barbará do Pará)
PA-406 - Benevides
PA-404 - Benfica > Murinin (Benevides)
PA-140 - Santa Izabel do Pará > Inhangapi / Santo Antônio do Tauá
PA-136 - Castanhal > Inhangapi / Terra Alta
PA-320 - Castanhal > São Francisco do Pará
PA-242 - Castanhal > Santo Antônio do Tauá
PA-127 - Castanhal > São Domingos do Capim

#### Terminais Intermunicipais Rodoviários[30]
- Terminal Rodoviário de Belém
- Terminal Rodoviário de Ananindeua

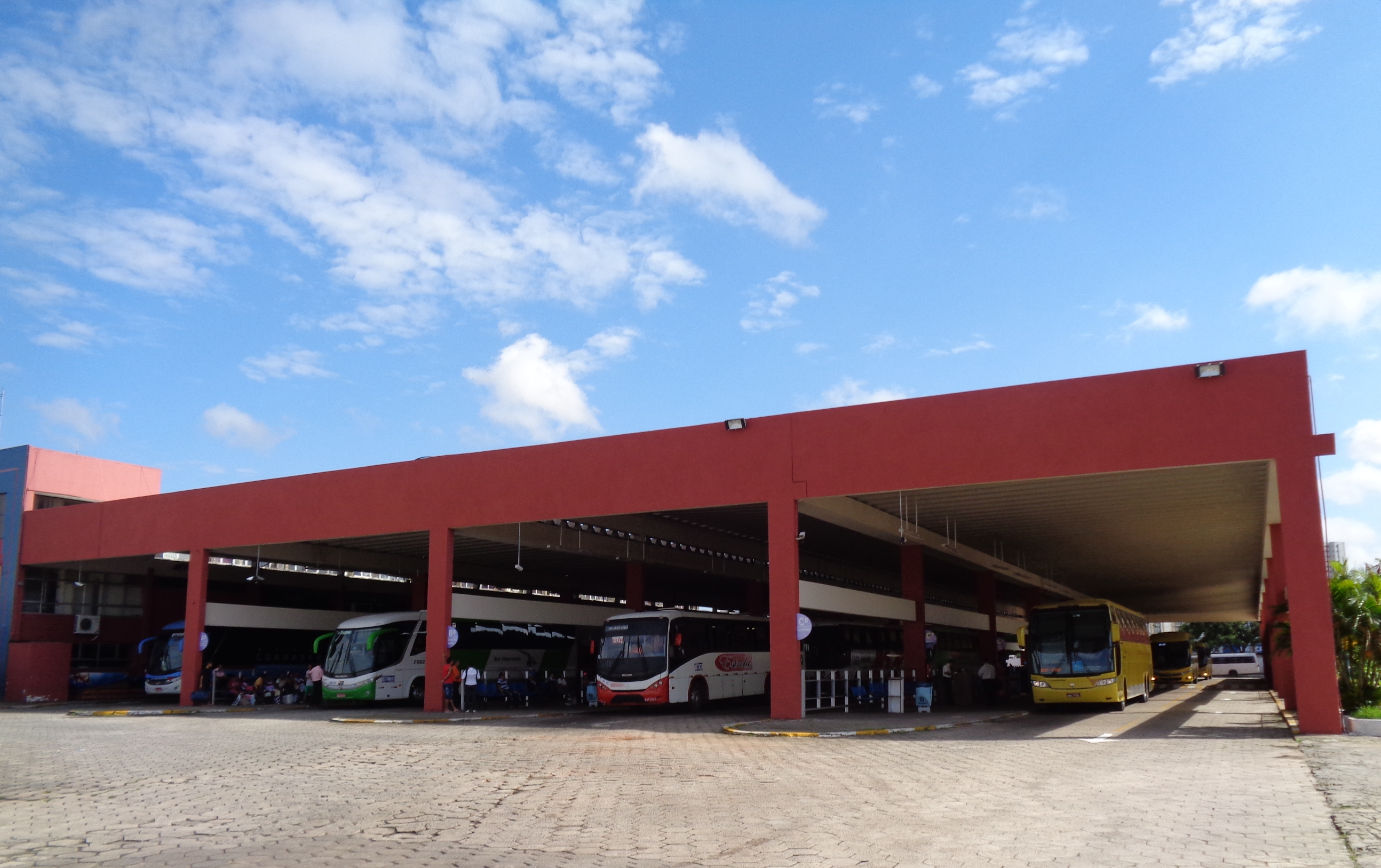
Terminal Rodoviário de Belém

- Terminal Rodoviário Alternativo da Alça Viária (Marituba)
- Terminal Rodoviário de Castanhal
- Terminal Rodoviário de Mosqueiro (Belém)
- Terminal Rodoviário de Barcarena

### Fluvial

#### Terminais de Passageiros[31]
- Terminal Hidroviário de Belém
- Terminal Fluvial Turístico Ruy Barata (Belém)
- Terminal Hidroviário Turistico de Icoaraci (Belém)
- Terminal Hidroviário de Mosqueiro (Belém)
- Terminal Hidroviário de Barcarena
- Terminal Hidroviário de Cotijuba - Poeta Antônio Tavernard (Belém)

#### Terminais de Cargas
- Porto de Vila do Conde (Barcarena)
- Terminais de Granéis Líquidos CDP (Barcarena)
- Terminal Portuário de Outeiro (Belém)
- Terminal de Grãos Ponta da Montanha (Barcarena)
- TUP Unitapajós Barcarena
- TUP Hidrovias do Brasil (Barcarena)
- Terminal Petroquímico de Miramar

### Aéreo

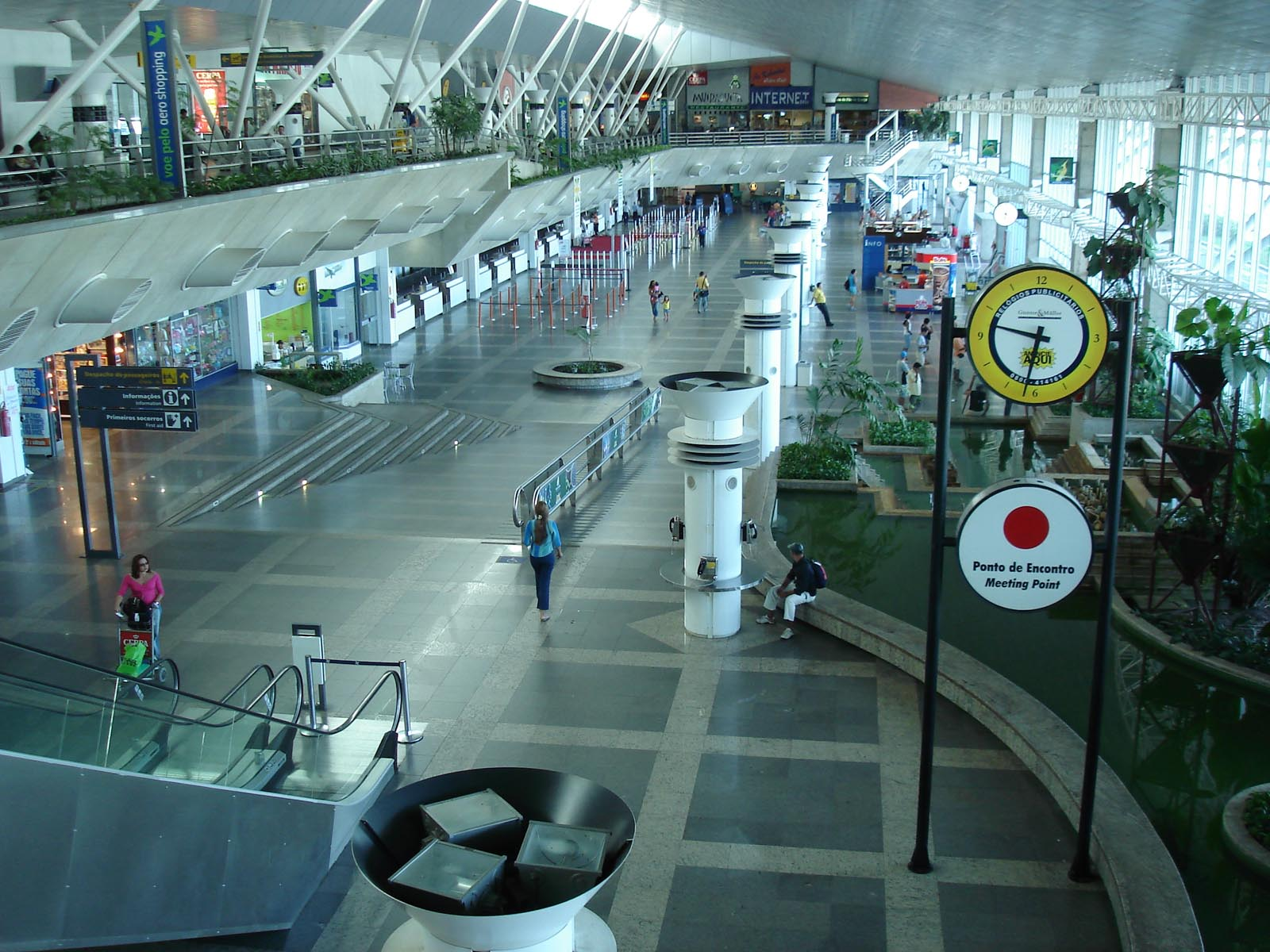
O Aeroporto Internacional de Belém, é o aeroporto mais movimentado da Região Norte do Brasil.

- Aeroporto Internacional de Belém - Júlio Cézar Ribeiro